# William Francis McBeth
William Francis McBeth (* 9. März 1933 in Lubbock, Texas; † 6. Januar 2012 in Arkadelphia, Arkansas) war ein US-amerikanischer Komponist und Dirigent.

## Leben und Wirken
McBeth absolvierte seine Studien an der Hardin-Simmons University, an der University of Texas und an der Eastman School of Music, Rochester, New York. Zu seinen Professoren zählen Howard Hanson, Clifton Williams und Bernard Rogers. Ab 1957 war er an der Ouachita-Baptist-University in Arkansas tätig. Er war auch Dirigent des Arkansas Symphony Orchestra in Little Rock. 1963 erhielt er den Howard-Hanson-Preis für seine Third Symphony. Als Gastdirigent leitete er Orchester in Deutschland, Frankreich, Italien, England, Schottland, Island, Kanada und Japan.

## Werke

### Werke für Orchester

#### Symphonien
- 1955 Symphony No. 1, opus 7
- 1956 Symphony No. 2, opus 10
- 1963 Symphony No. 3, opus 27
- 1969 Symphony No. 4, opus 49A

#### Andere Orchesterwerke
- 1956 Suite on a Biblical Event, opus 8
- 1956 Overture for Orchestra, opus 9
- 1957 Pastorale, für Holzbläser und Streicher, opus 11
- 1960 Pastorale and Allegro, opus 21
- 1961 Allegro Agitato, opus 24
- 1963 Quanah, opus 29
- 1974 Grace, Praeludium and Response, opus 53
- 1974 The Badlands, opus 54A
- 1975 Kaddish, opus 57A

### Werke für Blasorchester
- 1954 Orfadh, opus 3
- 1954 Divertimento for Band, opus 4
- 1959 Cavata, opus 17
- 1960 Second Suite for Band, opus 20
- 1961 Narrative, opus 23
- 1961 Chant and Jubilo, opus 25
- 1963 Mosaic, opus 29A
- 1964 Reflections Past, opus 30
- 1964 Joyant Narrative, opus 34
- Two Fanfares
  1. 1959 Thaxton Fanfare, opus 16
  2. 1964 Cooper Fanfare, opus 32
- 1965 Battaglia, opus 36
- Two Symphonic Fanfares
  1. 1965 Jenkins Fanfare, opus 35
  2. 1966 TCU Fanfare, opus 38
- 1966 Cantique and Faranade, opus 39
- 1967 Texas Tech Fanfare, für zwei Blasorchester, opus 43
- Symphonic Sounds for the Field
  1. 1967 Bowie Fanfare, opus 41
  2. 1968 Fredericksburg Fanfare, opus 45
- 1967 Masque, opus 44
- Big Sounds for young bands
  1. 1967 Weiss Fanfare, opus 42
  2. 1968 Jayton Fanfare, opus 46
- 1969 Drammatico, opus 48
- 1969 Divergents, opus 49
- 1971 The Seventh Seal, opus 50
- 1973 Festive Centennial, opus 51
- 1973 To be Fed by Ravens, opus 52
- 1974 Capriccio Concertant, opus 54
- 1975 Kaddish for Symphonic Band, opus 57
- 1976 New Canaan, opus 58
- 1977 Canto, opus 61
- 1979 Caccia, opus 62
- 1979 Cavata, opus 63
- 1981 The Feast of Trumpets, opus 64
- 1981 Grace Praeludium, opus 65
- 1982 Flourishes, opus 66
- 1983 Praises, opus 70
- 1984 Beowulf – An Heroic Trilogy, opus 71
- 1986 To the Unknowns, opus 73
- 1986 With Sounding Trumpets, opus 74
- 1987 The Fifth Trumpeter, opus 75
- 1988 They Hung Their Harps in the Willows, opus 77
- 1990 Of Sailors and Whales, opus 78
  1. Ishmael
  2. Queequeg
  3. Father Mapple
  4. Ahab
  5. The White Whale
- 1991 Drayton Hall Esprit, opus 79
- 1992 Daniel in the Lion’s Den, opus 80
- 1992 This Land Of El Dorado, opus 81
- 1993 Wine From These Grapes, opus 83
- 1993 Through Countless Halls of Air, opus 84
  1. First Flight – Daedalus And Icarus,
  2. Kitty Hawk – Orville And Wilbur,
  3. High Flight – BeeGee and the Blackbird
- Come Wandering Shepherds
- Eulogies by the Bard of Great Falls
- Fanfare „The Lions of North Bridge“
- Lauds And Tropes
  1. Laud I, II.
  2. Trope I, III.
  3. Laud II, IV.
  4. Trope II, V.
  5. Laud III
- Tenebrae
- The Gathering of the Waters
- When Honor Whispers And Shouts

## Bücher und Schriften
- 1972 Effective Performance of Band Music
- 1979 New Theories of Theory